# بيدرو اورفيلا
بيدرو اورفيلا (بالإسبانية: Pedro Orfila) (6 مارس 1988 في إسبانيا - ) هو لاعب كرة قدم إسباني في مركز الدفاع. لعب مع راسينغ سانتاندير وريال سبورتينغ خيخون وسبورتينغ خيخون ب ونومانسيا.

## وصلات خارجية
- بيدرو اورفيلا على موقع قاعدة بيانات كرة القدم.إي يو (الإنجليزية)
- بيدرو اورفيلا على موقع Soccerway.com (الإنجليزية)
- بيدرو اورفيلا على موقع AS.com (الإسبانية)